# Le Galant Colporteur
Le Galant Colporteur est un tableau réalisé par le peintre français François Boucher vers 1743. Cette huile sur toile de format carré est une scène de genre qui représente un colporteur et ses aides montrant sa marchandise à deux jeunes femmes assises dans la nature au pied d'un escalier menant à une fontaine. Commande exécutée en vue de servir à la confection de tapisseries par la manufacture de Beauvais, l'œuvre est conservée au musée Baron-Martin, à Gray, en Haute-Saône.